# Ichneumon quadripunctatus
Ichneumon quadripunctatus is een vliesvleugelig insect (orde Hymenoptera) uit de familie van de gewone sluipwespen (Ichneumonidae). De wetenschappelijke naam van de soort werd in 1886 gepubliceerd door Léon Abel Provancher.

## Homoniemen
Voor Ichneumon quadripunctatus (Uchida, 1926) zie Ichneumon millerae Kittel, 2016